# Gonycentrum
Gonycentrum is een geslacht van wantsen uit de familie van de Tingidae (Netwantsen). Het geslacht werd voor het eerst wetenschappelijk beschreven door Ernst Evald Bergroth in 1898.

## Soorten
Het genus bevat de volgende soorten:

- Gonycentrum chadense Duarte Rodrigues, 1978
- Gonycentrum cicchinoi (Carpintero & Montemayor, 2005)
- Gonycentrum coronatum (Fieber, 1844)
- Gonycentrum elegans (Distant, 1904)
- Gonycentrum heissi B. Lis, 2006
- Gonycentrum nebulosum (Distant, 1904)
- Gonycentrum reticulatum (Distant, 1904)
- Gonycentrum tuberculum (Jing, 1980)